# John Thornton
John Randolph Thornton, född 25 augusti 1846 i Iberville Parish, Louisiana, död 28 december 1917 i Alexandria, Louisiana, var en amerikansk demokratisk politiker och jurist. Han representerade delstaten Louisiana i USA:s senat 1910-1915.
Thornton studerade vid Louisiana Seminary (numera Louisiana State University). Han deltog i amerikanska inbördeskriget i Amerikas konfedererade staters armé. Han studerade sedan juridik och inledde 1877 sin karriär som advokat i Rapides Parish. Han var domare i Rapides Parish 1878-1880.
Senator Samuel D. McEnery avled 1910 i ämbetet och efterträddes av Thornton. Han satt i senaten fram till slutet av McEnerys mandatperiod men kandiderade inte till omval i senatsvalet 1914. Han efterträddes 1915 som senator av Robert F. Broussard.
Thorntons grav finns på Rapides Cemetery i Pineville.